# EsRadio
 (décembre 2017).
Si vous disposez d'ouvrages ou d'articles de référence ou si vous connaissez des sites web de qualité traitant du thème abordé ici, merci de compléter l'article en donnant les références utiles à sa vérifiabilité et en les liant à la section « Notes et références ».

Logo de esRadio.

esRadio est une station de radio généraliste espagnole fondée en 2009 par Federico Jiménez Losantos, directeur de la station. La station appartient au groupe Libertad Digital
En 2021, elle se situe à la sixième place en termes d'audience.

## Présentation

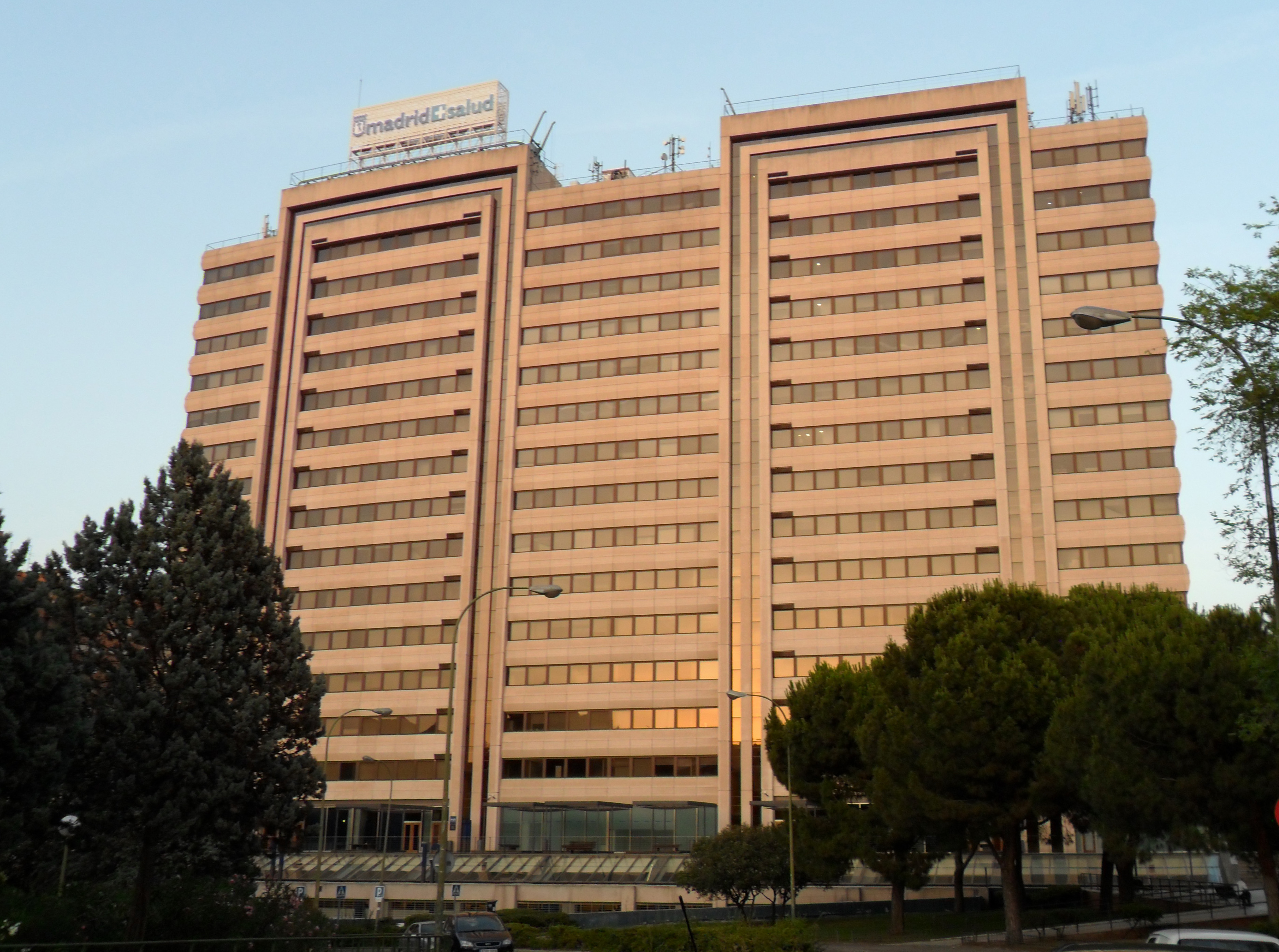
Édifice où se trouve le siège central de esRadio à Madrid.

Federico Jiménez Losantos et César Vidal reçoivent une licence radiophonique de la part de la Communauté de Madrid en mars 2009.
Le 17 juin 2009, avec Luis Herrero, ils annoncent la création de esRadio pendant l'émission « La Tertulia » sur Libertad Digital TV. La chaîne commence ses émissions le 7 septembre.

## Collaborateurs
- Luis del Pino[3]